# Takeshi Aoki
Takeshi Aoki (青木 剛 Aoki Takeshi?,  nacido el 28 de septiembre de 1982 en Gunma) es un futbolista japonés que se desempeñaba como defensa.
Aoki fue elegido para integrar la selección nacional de Japón para los Copa Mundial de Fútbol Sub-20 de 2001. Aoki jugó 2 veces para la selección de fútbol de Japón entre 2008 y 2009.

## Trayectoria

### Clubes
| Club            | País  | Año         |
| --------------- | ----- | ----------- |
| Kashima Antlers | Japón | 2001 - 2016 |
| Sagan Tosu      | Japón | 2016 - 2017 |
| Roasso Kumamoto | Japón | 2018 -      |

### Selección nacional
| Selección | País  | Año         |
| --------- | ----- | ----------- |
| Absoluta  | Japón | 2008 - 2009 |

## Estadística de equipo nacional
| Selección de Japón | Selección de Japón | Selección de Japón |
| Año                | Part.              | Goles              |
| ------------------ | ------------------ | ------------------ |
| 2008               | 1                  | 0                  |
| 2009               | 1                  | 0                  |
| Total              | 2                  | 0                  |

## Palmarés

### Títulos nacionales
| Título             | Club            | País  | Año  |
| ------------------ | --------------- | ----- | ---- |
| J1 League          | Kashima Antlers | Japón | 2001 |
| Copa J. League     | Kashima Antlers | Japón | 2002 |
| J1 League          | Kashima Antlers | Japón | 2007 |
| Copa del Emperador | Kashima Antlers | Japón | 2007 |
| J1 League          | Kashima Antlers | Japón | 2008 |
| J1 League          | Kashima Antlers | Japón | 2009 |
| Copa del Emperador | Kashima Antlers | Japón | 2010 |
| Copa J. League     | Kashima Antlers | Japón | 2011 |
| Copa J. League     | Kashima Antlers | Japón | 2012 |